# Alston Scott Householder
 (septembre 2020).
Si vous disposez d'ouvrages ou d'articles de référence ou si vous connaissez des sites web de qualité traitant du thème abordé ici, merci de compléter l'article en donnant les références utiles à sa vérifiabilité et en les liant à la section « Notes et références ».
Alston Scott Householder, né le 5 mai 1904, à Rockford dans l’Illinois et mort le  4 juillet 1993, est un mathématicien américain spécialiste de biomathématique et d’analyse numérique.

## Biographie
Householder devient bachelor de l’université Northwestern à Evanston (Illinois) en 1925, puis obtient un master de l’université Cornell deux ans plus tard.  Il enseigne les mathématiques tout en préparant un PhD de mathématiques, sur le calcul des variations, à l’université de Chicago ; il l’obtient en 1937. 
Householder s’oriente ensuite vers la biomathématique, travaillant dans l’équipe de Nicolas Rashevsky à l’université de Chicago.
En 1946, Householder rejoint le département de mathématiques du Laboratoire national d'Oak Ridge,  dont il devient le directeur deux ans plus tard. C’est pendant cette période que ses intérêts se déplacent vers l’analyse numérique. Il quitte Oak Ridge en 1969 pour devenir professeur de mathématiques à l’université du Tennessee. Il prend sa retraite en 1974 et s’installe à Malibu en Californie, où il décède en 1993.